# Literatura łotewska

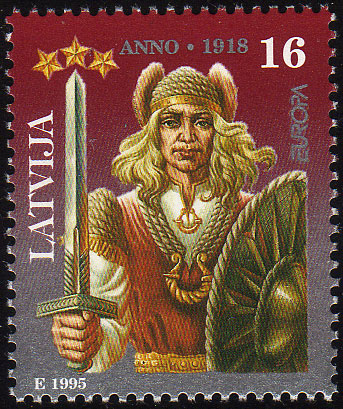
Łotewski znaczek przedstawiający głównego bohatera eposu Lāčplēsis.

Literatura łotewska − ogół tekstów pisanych i mówionych w języku łotewskim, tworzonych przez łotewskich pisarzy w kraju i na emigracji.
Począwszy od XIII w. (od czasów krucjat północnych) aż po uzyskanie przez Łotwę niepodległości w 1918 r., obszar tego państwa, podobnie jak sąsiedniej Estonii, znajdował się pod obcym panowaniem: początkowo państwa kawalerów mieczowych, później Niemiec, Rzeczypospolitej, Szwecji, a wreszcie Rosji. W efekcie nie powstały żadne rodzime instytucje (np. kancelarie książęce czy dwory lokalnych możnowładców), które zainteresowane byłyby krzewieniem piśmiennictwa w języku łotewskim. Piśmiennictwo użytkowe, świeckie bądź religijne, powstawało w ciągu tego czasu w języku dominującej kultury (niemieckiej czy rosyjskiej) lub po łacinie. Tym też należy wyjaśnić fakt, iż pierwsze łotewskie teksty pisane powstały względnie późno i aż do XIX w. piśmiennictwo łotewskie było ubogie i mało zróżnicowane.
Bardzo bujnie rozwijała się natomiast literatura ludowa przekazywana ustnie, choć informacje na jej temat (np. odnośnie do doboru form poetyckich, metryki, charakterystycznych motywów itp.) są raczej skąpe i w większości przypadków odnoszą się dopiero do stanu z XIX w.

## Historia literatury łotewskiej

### Początki
Pierwsze pisane teksty literackie w języku łotewskim powstały pod wpływem reformacji. Były to głównie dzieła o treści religijnej, przekłady katechizmów, psalmów i pieśni religijnych. Najstarszym drukowanym zabytkiem piśmiennictwa łotewskiego jest modlitwa Ojcze nasz, włączona do Kosmografii Sebastiana Münstera, wydrukowanej w Bazylei w 1550 r..
Ważnym wydarzeniem w dziejach rozwoju łotewskiego piśmiennictwa było opublikowanie kompletnego przekładu Pisma Świętego – Biblia Glücka. Dokonał tego niemiecki pastor luterański Johann Ernst Glück (1654–1705), pracujący w Marienburgu (dziś Alūksne). W 1685 r. ukończył on przekład Nowego Testamentu, a cztery lata później (1689) również Starego Testamentu. Tłumacząc Biblię, Glück zetknął się z problemem braku w języku łotewskim pewnych pojęć i wyrazów, zwłaszcza abstrakcyjnych, dlatego też wprowadził do języka przekładu stworzone przez siebie neologizmy. Niektóre z nich są w użyciu w języku łotewskim do dzisiaj. Przekład Glücka ukazał się drukiem w 1694 r. i później był wielokrotnie wydawany na nowo.
W drugiej połowie XVIII w. pod wpływem idei oświeceniowych zaczyna się rozwijać piśmiennictwo świeckie. Przykładem jest działalność kulturalna i literacka Gottharda Friedricha Stendera (1714–1796). Stender, duchowny luterański wywodzący się z rodziny bałtyckich Niemców, rektor szkoły w Jełgawie oraz wykładowca geografii w Kopenhadze, jako jeden z pierwszych podjął się studiów nad językiem łotewskim. Opracował gramatykę języka łotewskiego Neue vollständigere lettische Grammatik wydaną w 1761 r., a następnie ponownie w 1783 r. Z myślą o szerzeniu oświaty przygotował elementarz dla dzieci łotewskich, wydany w 1787 r. Opracował ponadto słownik łotewsko-niemiecki, opublikowany w Jełgawie w 1789 r. jako Lettisches Lexikon.

### Młodołotysze
Właściwy rozwój literatury łotewskiej rozpoczął się dopiero w połowie XIX w. za sprawą ruchu młodołotewskiego. Młodołotysze byli grupą literatów i działaczy społecznych, zaangażowanych w walkę z dominacją kulturalną i gospodarczą Niemców bałtyckich na obszarze Łotwy. Środkiem do tego celu miało być równouprawnienie ludności łotewskiej, budzenie łotewskiej świadomości narodowej, rozwój rodzimej literatury, krzewienie oświaty oraz dokumentowanie ogromnego dorobku kulturalnego ludności łotewskiej (zbieranie folkloru). Zaangażowani w działalność ruchu młodołotewskiego byli m.in. Krišjānis Valdemārs (1825–1891), Juris Alunāns (1832–1864) i Krišjānis Barons (1835–1923). W latach 1862–1865 wydawali oni wspólnie czasopismo literacko-kulturalne Pēterburgas Avīzes, które odegrało ogromną rolę w rozwoju łotewskiej kultury narodowej oraz łotewskiego języka literackiego.
Istotną datą w rozwoju łotewskiego piśmiennictwa było wydanie w 1856 r. przez Jurisa Alunānsa, jednego z Młodołotyszy, tomiku poezji Dziesmiņas, latviešu valodai pārtulkotas (łot. Piosnki łotewskiemu językowi przyswojone). Zbiór ten zawierał przekłady na język łotewski poezji klasyków literatury światowej (m.in. Horacego, Goethego, Schillera, Lermontowa) oraz własne utwory Alunānsa.
Ruch młodołotewski wpłynął na wzrost zainteresowania rodzimą twórczością ludową, zaczęto zbierać ludowe pieśni, baśnie, opowieści i podania. Do najważniejszych folklorystów łotewskich i zbieraczy przykładów twórczości ludowej należał Krišjānis Barons, twórca ogromnego, liczącego ponad 217 tys. pieśni zbioru Latvju dainas, opublikowanego w sześciu tomach w latach 1894–1915.
Prócz prac, dokumentujących bogactwo twórczości ludowej, zaczęły pojawiać się pierwsze opracowania naukowe poświęcone historii, etnografii i literaturze Łotwy, pisane przez samych Łotyszy. Autorem szeregu artykułów i rozpraw, poświęconych łotewskiej twórczości ludowej był Juris Alunāns. Opracowane przez niego materiały zostały opublikowane w dwutomowym zbiorze Sēta, daba, pasaule (łot. Zagroda, przyroda, świat, 1869–1860).
W 1879 r. wydana została pierwsza powieść łotewska Mērnieku laiki (Czasy miernicznych), napisana przez braci Reinisa (1839–1920) i Matīssa Kaudzīte (1848–1926).

### Lāčplēsis
Bardzo ważnym wydarzeniem było opublikowanie w 1888 r. przez Andrejsa Pumpursa (1841–1902) poematu epickiego Lāčplēsis, wzorowanego na fińskiej Kalevali i estońskim Kalevipoegu. Pumpurs pracował nad tekstem utworu przez piętnaście lat (1872–1887), wplatając do niego motywy, wątki i postacie z mitologii ludowej. Tłem utworu są wydarzenia z przełomu XII i XIII w., z czasów, gdy na ziemiach łotewskich pojawili się niemieccy koloniści. Lāčplēsis odegrał wielką rolę w procesie powstawania i formowania wśród Łotyszy nowoczesnej świadomości narodowej, jest również źródłem wątków i inspiracji literackich.

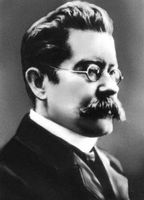
Rūdolfs Blaumanis

### Blaumanis
Wśród prozaików przełomu XIX i XX w. wyróżniał się Rūdolfs Blaumanis (1863–1908), uznawany za twórcę łotewskiej noweli. Blaumanis był reprezentantem artystycznego ugrupowania Jaunā strāva (łot. Nowy Prąd). Ugrupowanie to, uformowane w 1888 r. wokół czasopisma Dienas Lapa (łot. Czasopismo Codzienne), podejmowało próbę opisu rzeczywistości metodą realizmu krytycznego, wprowadzając równocześnie do literatury łotewskiej elementy naturalizmu. Blaumanis w swych opowiadaniach stworzył galerię wyrazistych, dobrze opracowanych psychologicznie postaci niższych warstw społeczeństwa łotewskiego przełomu XIX i XX w. (np. w zbiorach Raudupiete, 1889, Andriksons, 1899). Pisał również dramaty, inspirowane francuskim symbolizmem i podejmujące problematykę społeczną (np. Indrāni, 1904 czy Ugunī, 1905). Blaumanis był również autorem utworów satyrycznych i poezji.

### Rainis
Najważniejszym twórcą przełomu XIX i XX w. był Rainis (właśc. Jānis Pliekšāns, 1865–1929), poeta, dramaturg, tłumacz, autor sztuk Uguns un nakts (1905), Indulis un Ārija (1911), Józef i jego bracia (łot. Jāzeps un viņa brāļi, 1919), pisanych pod wpływem symbolizmu. Dzieła Rainisa, pisane pięknym, starannym językiem, miały znaczny wpływ na formowanie się łotewskiego języka literackiego.
Po uzyskaniu przez Łotwę niepodległości w 1918 r. nastąpił bujny i szybki rozwój literatury łotewskiej.

## Grupy i kierunki literackie
- Nowy Prąd (łotew. Jaunā strāva) – ugrupowanie literackie działające na przełomie XIX i XX w.[8]
- „Trauksme” (łotew. „Alarm”) – czasopismo i awangardowa grupa literacka działająca w latach 1928–1929[9]